# Ratpenat llengut panameny
El ratpenat llengut panameny (Lonchophylla robusta) és una espècie de ratpenat de la família dels fil·lostòmids que viu des de Nicaragua fins a Veneçuela, l'Equador i el Perú.